# 梶賀のあぶり
梶賀のあぶり（かじかのあぶり）は、三重県尾鷲市梶賀町で生産される、小形の魚類を燻製にした保存食、およびこれを販売する際の商品名。毎年4月から6月にかけて生産する。元来は地域住民が消費するために生産してきたが、2010年（平成22年）以降本格的に特産品として商品化を進め、地域おこし協力隊の力を借りながら過疎化の進む梶賀町を活性化するための起爆剤として利用されている。

## 起源と製法
地元で水揚げされたばかりの小さな魚（サバなど）から内臓と頭を取り去り、真水で洗った後に塩をふりかけ、20分ほどおいてから、もう一度洗ってから竹串を打つ。竹串の長さは30 - 40cmで、1本当たり12匹の魚を串打ちし、1日に40 - 70本分作る。梶賀のあぶりに使う魚はサバが中心であるが、サバの水揚げがなくなるとアジ、イサキ、カツオと変わっていく。串打ちした魚をコンロの上に乗せ、サクラやカシを燃やして発生させた煙で長時間いぶすことで完成する。いぶす時間は1時間ほどで、半ば外のような作業場で加工される。大きな魚を使うといぶすのに2時間を要する。いぶすときに小さな魚が焦げないように火加減を見ながら調理する。
元は市場に流通させることのできない小さな魚を冷蔵庫がない時代に自給用に保存するために作り始めたものであり、少なくとも大正時代には存在したとされる。梶賀町ではどの漁師の家庭でも作られていたが、周辺地域も漁村でありながら、魚の燻製を生産していたのは梶賀町だけであった。

## 商品展開と地域活性化
2006年（平成18年）時点では、すでに3軒の漁家が日本全国からの注文を受けて梶賀のあぶりを生産していた。しかし販売を行う漁家は減少していき、2010年（平成22年）には1軒のみとなった。
梶賀町を訪れた町外の人から梶賀のあぶりを商品化してみてはどうかという提案を受けて、2009年（平成21年）1月に梶賀婦人会が町外の人にも梶賀のあぶりを食べてもらおうと、ハラソ祭りの会場で販売したのが商品化の契機となった。販売前には「こんな小魚が売れるか」と否定的な見方の住民もいたが、それとは裏腹に用意した分（100食）はすぐに完売した。この成功を機に、梶賀のあぶりの商品展開を加速させた。まず日本国の助成金を獲得し、真空パック加工ができる機械を購入、地元住民が生産した梶賀のあぶりをパック詰めして、夢古道おわせで試験販売を開始した。試験販売初年度である2010年（平成22年）度の梶賀のあぶりの売り上げは約274万円であった。梶賀のあぶり作りが事業化するにつれて、それまで無料で入手できた原料の小さな魚に市場で値が付くようになり、魚価の低迷にあえぐ地域にとって希望を与えることになった。また梶賀町の女性にとっては、出荷作業などで収入が得られるようになり、雇用創出効果も生まれた。2012年（平成24年）4月27日にはFM三重で紹介され、夢輝のあが梶賀町を訪れてインタビューを行った。同年から真空パックのラベルが変更され、サクラでいぶしたものは赤色、カシでいぶしたものは茶色のラベルが貼られるようになり、区別できるようになった。また梶賀婦人会長が中心となって「梶賀町おこしの会」が同年に結成された。賞味期限は、真空パック詰めされたもので、冷蔵保存なら1か月、冷凍保存なら1年となった。

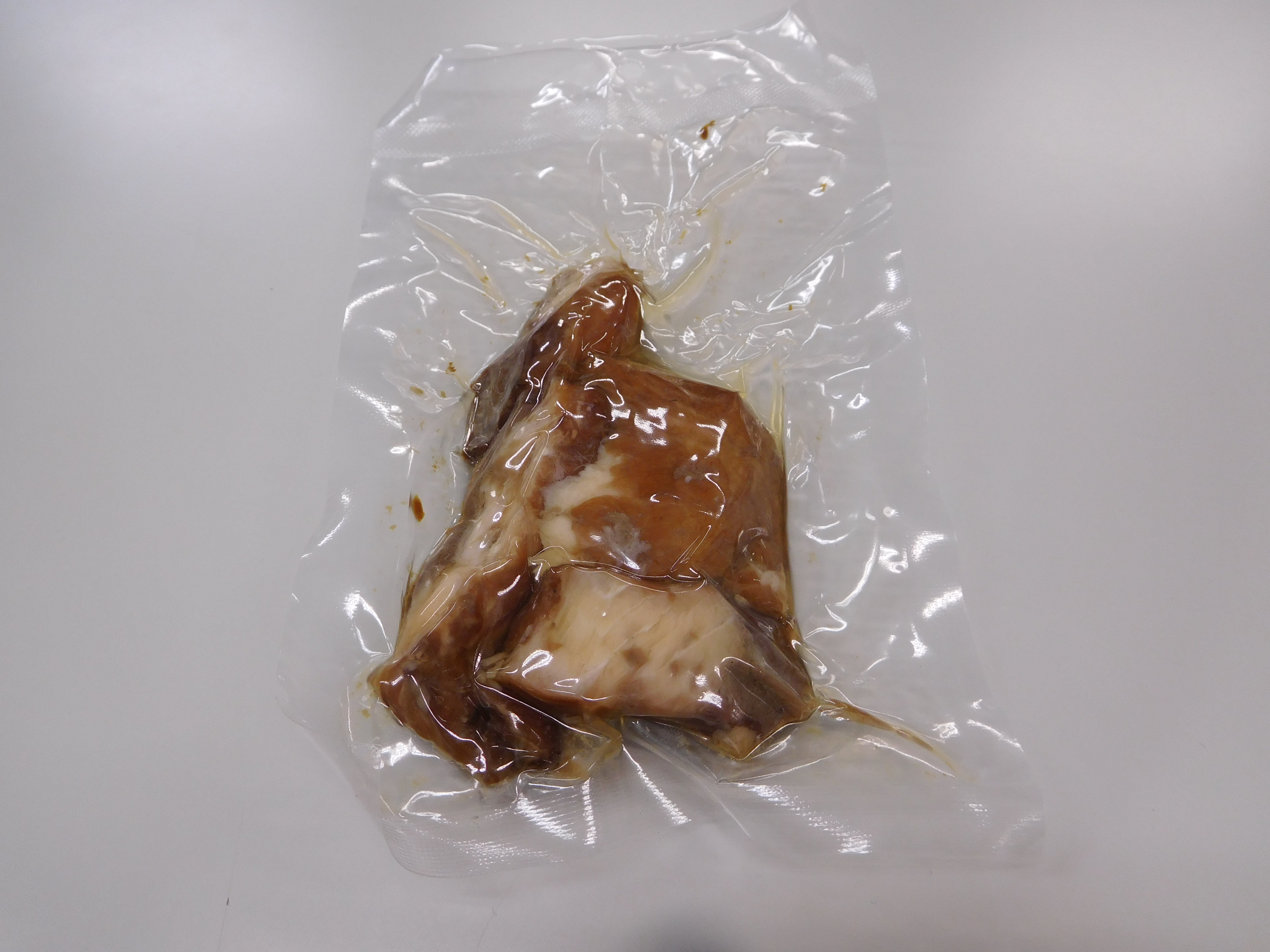
新商品の「鰤のあぶり」

こうした住民の取り組みに対し、尾鷲市では市の特産品として梶賀のあぶりを紹介するようになり、尾鷲市の特産品を年4回発送する「尾鷲まるごとヤーヤ便」に詰める商品の1つに梶賀のあぶりを加えるとともに、販路拡大に向けて2016年（平成28年）春に着任する地域おこし協力隊を募集した。ここで協力隊員が男女1名ずつ採用され、女性協力隊員の尽力によって津市や伊勢市の土産物店、東京の築地（築地場外市場）や日本橋（三重テラス）でも新規取引が実現し、男性協力隊員によって梶賀のあぶりの商品パッケージのデザインが一新された。特に女性協力隊員は、これまで原価計算があいまいで仕入れ・生産量が不安定であることを問題視し、生産安定のために養殖ブリを使った商品を主軸とし、コンロを増設することで通年生産を可能とした。さらに真空パックを改良し冷蔵する必要のない常温保存可能商品や、1人で消費できるように少量の商品も開発した。
2016年（平成28年）秋に、男性協力隊員が築80年の空き家を発見し、これを改装して「網元ノ家」を開業した。同店は梶賀のあぶりを販売するだけでなく、定食も出すとともに、地域の交流拠点としても機能するようになった。毎週金曜日と土曜日に開店し、開店の際には網元ノ家に利用している古民家の家主が保管していた大漁旗を男性協力隊員が仕立てた「ブリのぼり」にして店頭に掲げる。特に男性協力隊員が考案した「あぶり釜飯」は客からの評価が高く、津市や名古屋市といった遠方からも人が訪れるようになった。こうした協力隊員の活動により、2016年（平成28年）度の売上高は681万円まで伸長した。なおこれらの一連の活動は、中小企業基盤整備機構・三重県・三重県内の金融機関の3者による基金の運用益を元手とする「みえ地域コミュニティ応援ファンド助成金」から補助を得ている。
2022年度（2023年3月）には、100年フードの「伝統の100年フード部門」に認定された。

### 梶賀コーポレーション
2017年（平成29年）5月、梶賀のあぶりの販売を行う会社として「株式会社梶賀コーポレーション」が女性協力隊員や婦人会長ら5人を中心に設立された。これまで梶賀のあぶりの販売を行っていたのは任意団体であったため、百貨店などとは取引が難しかったが、株式会社化したことで更なる販路を拡大する意図がある。また特定非営利活動法人とすると「町おこし」に引っ張られる危惧があったことから、梶賀のあぶりを販売してしっかりと利益を上げ、地域に還元できるよう、株式会社の形を採用した。
同社は網元ノ家を拠点として資本金400万円で創業し、株主は地域に居住している者に限定した。町外に居住する梶賀町出身者や梶賀のあぶりの購入者は株主になることはできないが、「梶賀サポーター」として1口1万円を寄付し、梶賀町の写真集などがもらえる制度が用意された。同社に正社員はなく、パートタイマーが中心であるが、将来的に事業が軌道に乗ったときに事務員を雇用する計画がある。

## 食べ方
燻製になっているので、そのまま食べることができる。ビールとの相性も良く、おつまみとして食される。
生産地である梶賀町では、サラダやお茶漬けにして食べることもある。網元ノ家では「あぶり釜飯」も供される。